# 缅甸小头鳖
缅甸小头鳖（學名：Chitra vandijki），又譯范迪克小头鳖，是龜鱉目鱉科小頭鱉屬下的一個物種，在2003年由威廉·帕特里克·麥科德和彼得·查爾斯·霍華德·普里查德描述。本物種的種小名來自荷蘭動物學家彼得·保羅·范·迪克，以讚揚他在龜鱉目物種的貢獻。

## 外型特徵
像所有鱉科一樣，防護板不具有在上側的硬化喇叭板和越過屏蔽邊緣皮膚，口吻末端的圓腿有較為發達的蹼。

## 分佈
本物種分佈於緬甸伊洛瓦底江流域及泰國與緬甸的怒江流域，原生於緬甸。模式標本是在中國雲南的一個市場購買。